# Oggetti non stellari nella costellazione del Cane Maggiore
Principali oggetti non stellari presenti nella costellazione del Cane Maggiore

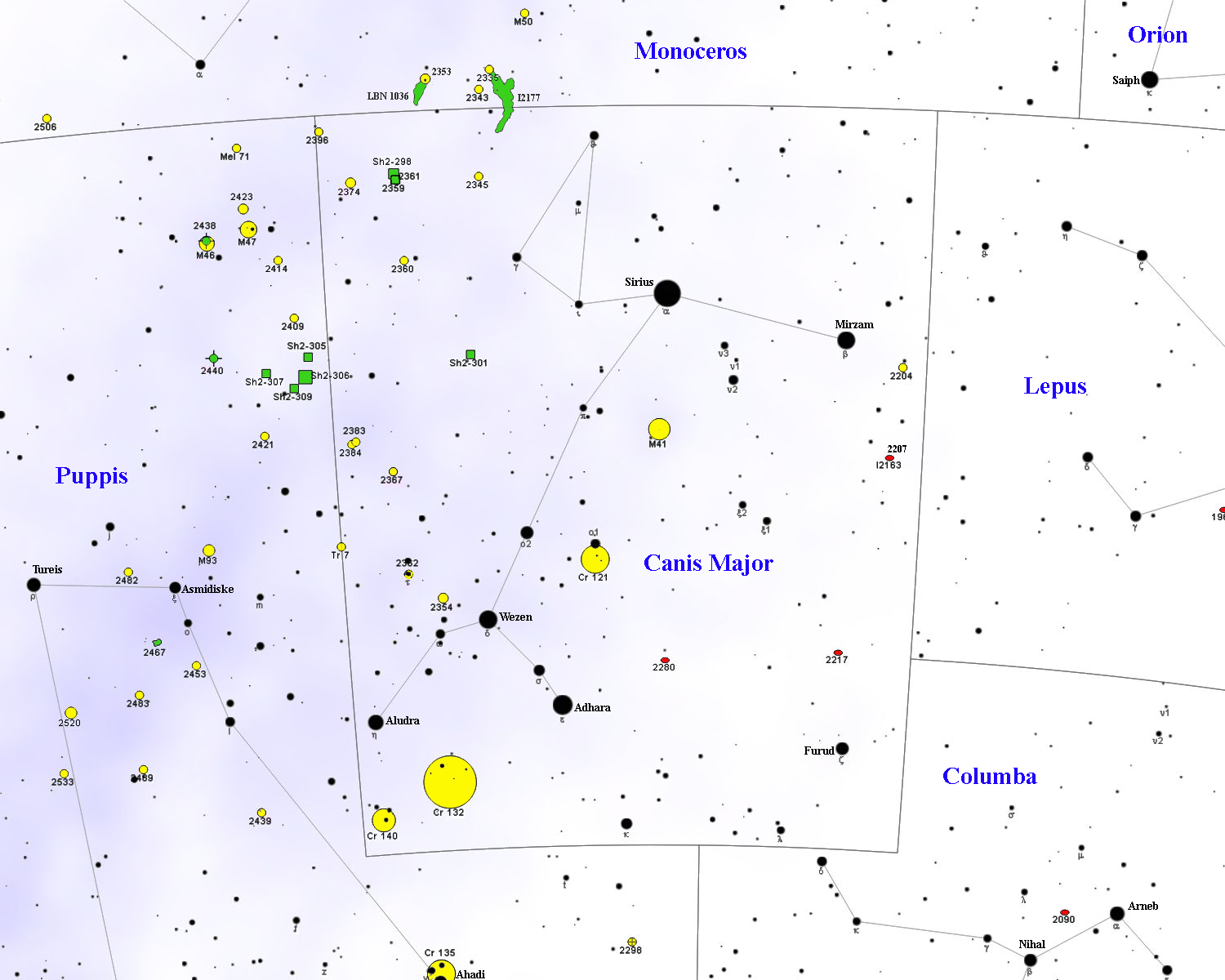
Mappa della costellazione del Cane Maggiore.

## Ammassi aperti
- Cr 121
- Cr 140
- M41
- NGC 2354
- NGC 2360
- NGC 2362
- NGC 2383
- NGC 2384

## Nebulose diffuse
- Ced 90
- Nebulosa Gabbiano (parzialmente sconfinante dall'Unicorno)
- NGC 2327
- NGC 2359
- Sh2-301
- Sh2-303
- Sh2-304
- Sh2-308
- Sh2-310
- RCW 14
- vdB 88
- vdB 89
- vdB 90
- vdB 92
- vdB 95
- vdB 96

## Galassie
- Galassia Nana Ellittica del Cane Maggiore
- NGC 2206
- NGC 2207 e IC 2163
- NGC 2211
- NGC 2212
- NGC 2216
- NGC 2217
- NGC 2263
- NGC 2267
- NGC 2271
- NGC 2272
- NGC 2280
- NGC 2283
- NGC 2292
- NGC 2293
- NGC 2295
- NGC 2325
- NGC 2380

## Gruppi di galassie
- Gruppo di NGC 2280